# Уездный воинский начальник
Уе́здный во́инский нача́льник (также окружно́й воинский начальник) — нестроевая штаб-офицерская должность в местном военном управлении Вооружённых сил Российской империи, учреждённая по указу Сената, от 26 августа 1874 года, в ходе военной реформы, заменившей рекрутскую повинность всеобщей воинской повинностью.
Уездные воинские начальники относились к органам местного военного управления. В мирное время на них возлагалось заведование всеми запасными средствами уезда в людях и имуществе, необходимыми для приведения армии в полную боевую готовность; а в военное время — уездные воинские начальники заведовали призывом чинов запаса, сбором лошадей и отправкой на пополнение войсковых частей (воинских частей). В литературе встречается название Воинский уездный начальник, Воинские начальники, уездные.

## Подчинённость
До 1881 года уездные воинские начальники подчинялись губернским воинским начальникам, которые назначались для заведования местными войсками, расположенными в губернии, и наблюдали за деятельностью уездных воинских начальников; губернские воинские начальники подчинялись начальнику местных войск военного округа.
В 1881 году последовала реформа местного управления, упразднившая губернских воинских начальников, и для управления местными войсками были учреждены местные бригады. Уездный воинский начальник сохранил свои права и обязанности, но был подчинён начальнику местной бригады, в районе которой находится уезд.

## Права и обязанности
В отношении подведомственных ему лиц уездный воинский начальник пользовался правами командира полка и состоял начальником местных и конвойных команд в уезде, кроме тех, которые имели особых начальников; также исполнял обязанности коменданта и начальника гарнизона, если нет особого коменданта или старшего военного начальника, и состоял членом местного по воинской повинности присутствия, заседал в качестве представителя военного ведомства в комитетах, комиссиях, совещаниях и других учреждениях гражданского ведомства, собираемых при участии представителей армии; имел надзор за продовольственными магазинами и участвовал в комиссиях по освидетельствованию нижних чинов, находящихся в лечебных заведениях.
В мирное время на обязанность уездного воинского начальника возлагались:
приём, распределение и отправление в войска новобранцев;
учёт запасных офицеров, чиновников, врачей и нижних чинов, ратников ополчения;
учёт нижних чинов, находящихся в отпусках по болезни;
призыв в учебные сборы прапорщиков запаса, нижних чинов запаса и ратников ополчения;
призыв запасных на поверочные сборы;
пересылка нижних чинов и арестантов;
принятие мер к призрению нижних чинов и их семейств;
определение запасных сверхсрочно-служивших нижних чинов на места по вольному найму;
собирание военно-статистических сведений;
хранение в исправности воинского имущества.
В военное время уездный воинский начальник заведывал:
призывом офицеров и нижних чинов из запаса на действительную службу,
распределением запасных нижних чинов по частям войск, согласно мобилизационному расписанию,
отправкой маршевых команд,
приёмом ратников ополчения,
наблюдал за эвакуированными больными и ранеными,
наблюдал за содержанием военнопленных.

## Управления
При каждом уездном воинском начальнике состояло особое управление. Управления разделялись на три разряда:
- высший;
- средний;
- низший.

В состав управления входили:
помощник уездного воинского начальника (где положен по штату),
делопроизводитель,
писари и писарские ученики, для обучения которых при управлениях учреждались писарские классы, по окончании коих ученики распределялись по военным управлениям и заведениям.
Кроме того, при управлениях содержались сверхсрочно-служащие унтер-офицеры и сверхштатные, неспособные к строевой службе нижние чины, назначавшиеся для присмотра за имуществом запасных батальонов. При некоторых управлениях состояли прикомандированными на два года особые обер-офицеры, заведовавшие складами имущества запасных батальонов или пересыльной частью управления.

## Назначение на должность
Уездные воинские начальники назначались по особому кандидатскому списку, в который зачислялись штаб-офицеры и капитаны, командовавшие ротой не менее года подряд или двух лет с промежутками или же заведовавшие в те же сроки отдельной частью делопроизводства в военных управлениях не ниже должности старшего адъютанта или столоначальника и выдержавшие особое испытание.

## Численность
К 1910 году насчитывалось 562 управления уездных воинских начальников (в Европейской России — 510, на Кавказе — 28, в Сибири — 23, в Средней Азии — одно). В Финляндии обязанности уездных воинских начальников исполняли окружные воинские начальники (13), подчинённые Гельсингфорсскому коменданту. В Туркестане 22 отдельных воинских начальника подчинялись начальникам 1-й и 2-й Туркестанских резервных бригад. Также было 16 отдельных воинских начальников в Сибири и Степном крае, подчинявшихся соответствующим окружным начальствам.
Таким образом всего насчитывалось 613 воинских начальника.

## В других государствах
В Германии органами местного управления, соответствующими уездным воинским начальникам, являлись командиры ландверных округов. При командире ландверного округа состояли управления, адъютанты, несколько отставных офицеров, унтер-офицеры и рядовые. Командиры назначались из штаб-офицеров, неспособных к строевой службе. Подчинялись командирам пехотных бригад, которые, в свою очередь, подчинялись командирам корпусов, вследствие чего устанавливалась прочная связь между управлением местных войск и строевым управлением армии.
В Австро-Венгрии низшими органами местного военного управления являлись: для действующей армии начальники полковых округов комплектования, для австрийского ландвера — начальники ландверных полковых участков комплектования и для венгерского ландвера — начальники гонведских округов и командиры кадров запасных гонведских полков. Связь местного и строевого управления устанавливалась в лице командира корпуса, но затем общее управление разъединялось, так как в отношении полевых войск командиры корпусов были подчинены военному министру, а по делам ландвера — главнокомандующему ландвером и министру земской обороны. В Венгрии связи между местными и строевыми управлениями не было.
Во Франции в каждом полковом округе учреждались рекрутские бюро (фр. bureau de recrutement, de mobilisation et de réquisition). Командиры этих бюро соответствовали уездному воинскому начальнику и подчинялись командиру пехотной бригады, а последний — начальнику дивизии и командиру корпуса, чем достигалась связь с строевым управлением.